# John Field
John Field (1782-1837) là nhà soạn nhạc, nghệ sĩ piano người Ireland. Ông sinh ra tại Ireland, nhưng đến với nước Nga khi còn trẻ, chỉ có 20 tuổi. Ông chính là người khai sinh ra thể loại norturne, một thể loại phổ biến dành cho piano vào thế kỷ XIX. Ông đã vạch ra những nét cơ bản của loại tiểu phẩm âm nhạc trữ tình lãng mạn này. Ông còn có ảnh hưởng không nhỏ đến nền âm nhạc Nga thế kỷ XIX, đặc biệt là việc biểu diễn piano. Ông còn là thầy của nhà soạn nhạc vĩ đại người Nga Mikhail Glinka.